# Geophysikalisches Aktionsprogramm
Das Geophysikalische Aktionsprogramm (GAP) ist ein seit 1985 jährlich stattfindendes Treffen von Studierenden der Geophysik. Die Treffen wurden über die Jahrzehnte hinweg von Universitäten verschiedener europäischer Länder ausgerichtet, seit 2005 jedoch ausschließlich in Deutschland.
Die Treffen werden von Freiwilligen einer der teilnehmenden Universitäten organisiert und werden inzwischen durch die Deutsche Geophysikalische Gesellschaft, die European Association of Geoscientists & Engineers und die Society of Exploration Geophysicists gefördert.
Ziel des GAP ist es, den Kontakt zwischen Geophysikstudenten zu fördern, einen Einblick in die Arbeitsgebiete des ausrichtenden Instituts zu liefern und als Informationsveranstaltung über Vorträge, Workshops und Exkursionen eine Schnittstelle zur Wirtschaft und Forschung zu bilden.

## Entstehung
Das GAP wurde 1985 durch Studenten der Universität Karlsruhe als Treffen für Geophysikstudenten in Deutschland ins Leben gerufen. Der Name entstand aus Artefakten einer seismischen Messung während einer Exkursion der Studenten, einige seismischen Spuren in den Sektionen zeigten unerwartet keine Signale, welche als „Lücken“ (engl. Gap) scherzhaft zum Namen der Treffen ausgewählt wurden. Erst im Nachhinein wurde den Veranstaltungen der offizielle Name Geophysikalisches Aktionsprogramm gegeben, und GAP somit als Akronym eine weitere Bedeutung verliehen.
Im Laufe der Jahre hat sich die GAP als jährliches Treffen von Studenten der Geophysik und Geowissenschaften aus ganz Europa etabliert. Seit 2002 sind die Organisatoren als Geophysikalisches Aktions-Programm e.V. beim Amtsgericht Hamburg registriert.

## Chronik
1. Karlsruhe (Deutschland), 22.11. – 24.11.1985
2. Hamburg (Deutschland), 20.06. – 22.06.1986
3. München (Deutschland), 22.05. – 24.05.1987
4. Kiel (Deutschland), 24.06. – 26.06.1988
5. Graz (Österreich), 04.05. – 07.05.1989
6. Bochum (Deutschland), 24.06. – 27.06.1990
7. Clausthal (Deutschland), 30.05. – 02.06.1991
8. Freiberg (Deutschland), 28.05. – 31.05.1992
9. Köln (Deutschland), 20.05. – 23.05.1993
10. Kiel (Deutschland), 23.06. – 26.06.1994
11. Zürich (Schweiz), 25.05. – 28.05.1995
12. München (Deutschland), 28.04. – 01.05.1996
13. Münster (Deutschland), 08.05. – 11.05.1997
14. Karlsruhe (Deutschland), 21.05. – 24.05.1998
15. Freiberg (Deutschland), 20.05. – 23.05.1999
16. Leoben (Österreich), 18.05. – 21.05.2000
17. Berlin (Deutschland), 24.05. – 27.05.2001
18. Hamburg (Deutschland), 09.05. – 12.05.2002
19. Köln (Deutschland), 01.05. – 04.05.2003
20. Cracow (Polen), 20.05. – 23.05.2004
21. München (Deutschland), 05.05. – 08.05.2005
22. Leipzig (Deutschland), 25.05. – 28.05.2006
23. Münster (Deutschland), 17.05. – 20.05.2007
24. Kiel (Deutschland), 01.05. – 04.05.2008
25. Freiberg (Deutschland), 21.05. – 24.05.2009
26. Karlsruhe (Deutschland), 13.05. – 16.05.2010
27. Hamburg (Deutschland), 02.06. – 05.06.2011
28. Köln (Deutschland), 17.05. – 20.05.2012
29. Münster (Deutschland), 09.05. – 12.05.2013
30. Kiel (Deutschland), 29.05. – 01.06.2014
31. Freiberg (Deutschland), 14.05. – 17.05.2015
32. Münster (Deutschland), 05.05. – 08.05.2016
33. Karlsruhe (Deutschland), 25.05. – 28.05.2017
34. Potsdam (Deutschland), 10.05. – 13.05.2018
35. München (Deutschland), 12.06. – 16.06.2019
36. Kiel (Deutschland), 21.05. – 24.05.2020 (Ausfall aufgrund der COVID-19-Pandemie)
37. Kiel (Deutschland), 23.09. – 26.09.2021
38. Freiberg (Deutschland), 26.05. – 29.05.2022
39. Karlsruhe (Deutschland), 11.05. – 14.05.2023
40. Münster (Deutschland), 30.05 – 02.06.2024